# Alytes maurus
Alytes maurus е вид жаба от семейство Кръглоезични (Alytidae). Видът е почти застрашен от изчезване.

## Разпространение
Разпространен е в Испания и Мароко.

## Описание
Популацията на вида е стабилна.